# Avenida Francisco Sosa

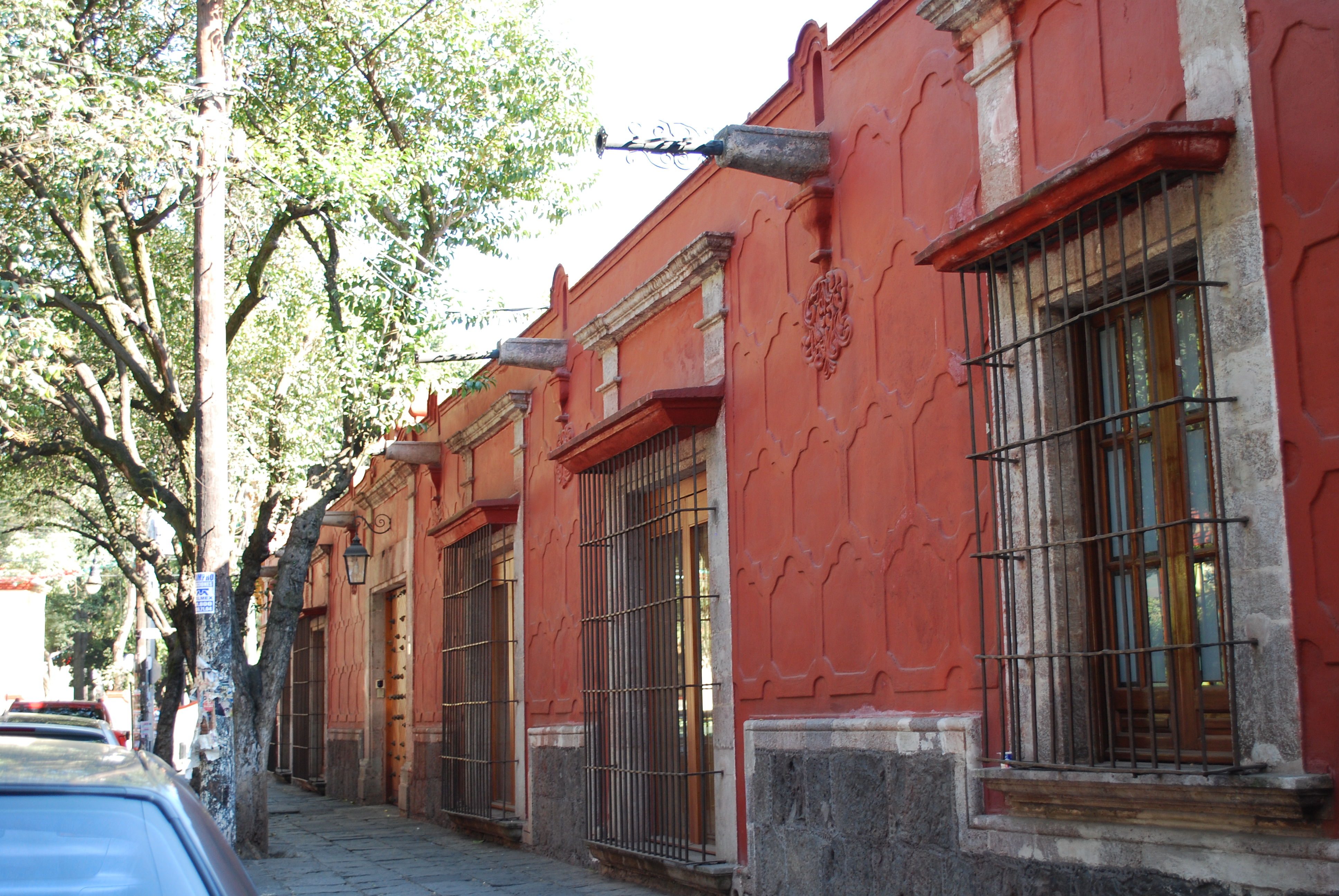
Casa de Ordáz

Die Avenida Francisco Sosa ist die bedeutendste Straße im Barrio de Santa Catarina in der Delegación Coyoacán in Mexiko-Stadt. Die vielleicht reizvollste Straße der mexikanischen Metropole, die zu den ältesten Straßen von Lateinamerika gehört, ist etwa 1,5 Kilometer lang und wird von schönen Herrenhäusern gesäumt, die allerdings häufig hinter hohen Mauern versteckt liegen.

## Straßennamen
Der ursprüngliche Name der Straße war Calle Santa Catarina, der in Anlehnung an die gleichnamige Kirche vergeben wurde, die sich an der noch heute existierenden Plaza de Santa Catarina auf der Nordseite der Straße unweit ihrer geografischen Mitte befindet. Wegen der besonderen Bedeutung der Straße mit ihren zahlreichen Herrschaftshäusern trug sie auch die Bezeichnung Calle Real bzw. Calle Real de Santa Catarina, bevor sie ihren heutigen Namen zu Ehren des Schriftstellers und Historikers Francisco Sosa (1848–1925) erhielt, der selbst mehr als vierzig Jahre in dem Nummer 38 Haus an dieser Straße lebte.

## Verlauf
Die Straße beginnt im Osten an der Calle Centenario, auf deren gegenüber liegender Seite sich der doppelte Torbogen des ehemaligen Klosters San Juan Bautista erhebt, der jetzt in den Jardin Centenario führt. Auf der anderen Seite der kleinen Parkanlage befindet sich die Plaza de Hidalgo, der zentrale Hauptplatz von Coyoacán, mit der Klosterkirche San Juan Bautista. Die Avenida Francisco Sosa verläuft in westlicher Richtung bis zur Avenida Universidad, die zugleich die westliche Grenze von Coyoacán darstellt. An der Kreuzung zur Avenida Universidad befindet sich die Iglesia San Antonio de Panzacola, in deren unmittelbarer Umgebung sich die ehemaligen Haziendas El Altillo und Panzacola befanden. Unweit von hier befindet sich die Stadtresidenz  von Miguel de la Madrid Hurtado, der zwischen 1982 und 1988 Präsident von Mexiko war.
Die Häuser mit den geraden Nummern befinden sich auf der Südseite der Straße (vom Jardin Centenario aus links) und jene mit den ungeraden Nummern auf der Nordseite (rechts).

## Berühmte Anwohner und besondere Gebäude
Das erste Haus auf der linken Seite der Straße ist die unter Nummer 4 befindliche Casa de Diego de Ordás (1485–1532).
Unter Nummer 38 befindet sich die im 19. Jahrhundert errichtete Casa de Francisco Sosa, der langjährige Wohnsitz des Schriftstellers, dessen Namen die Straße heute trägt.
Nummer 202 beherbergt die Casa de la Cultura Jesús Reyes Heroles. Das Gebäude wurde 1780 errichtet und diente ursprünglich als Papierfabrik. Es befindet sich gegenüber der Plaza de Santa Catarina mit der im 17. Jahrhundert erbauten Iglesia de Santa Catarina.
Eines der geschichtsträchtigsten Häuser der Straße ist die Casa de Alvarado unter Nummer 383 an der Ecke zur Calle de Salvador Novo. Das Haus trägt seinen Namen seit 1713, als es einem Händler namens Pedro de Alvarado gehörte. Später diente es als Wohnsitz des bedeutenden mexikanischen Schriftstellers Octavio Paz (1914–1998). Heute beherbergt es die Fonoteca Nacional.
In der Casa del Sol unter Nummer 412 soll Präsident Venustiano Carranza (1859–1920) Teile seiner Konstitutionellen Verfassung von 1917 geschrieben haben.
An der letzten südlichen Abzweigung vor dem Ende der Straße befindet sich an der Ecke zur Calle de Panzacola die ehemalige Residenz des mexikanischen Architekten Miguel Ángel de Quevedo (1862–1946), der die Parkanlage Viveros de Coyoacán schuf.

## Impressionen
Die folgenden Fotos zeigen verschiedene Motive aus der Avenida Francisco Sosa.

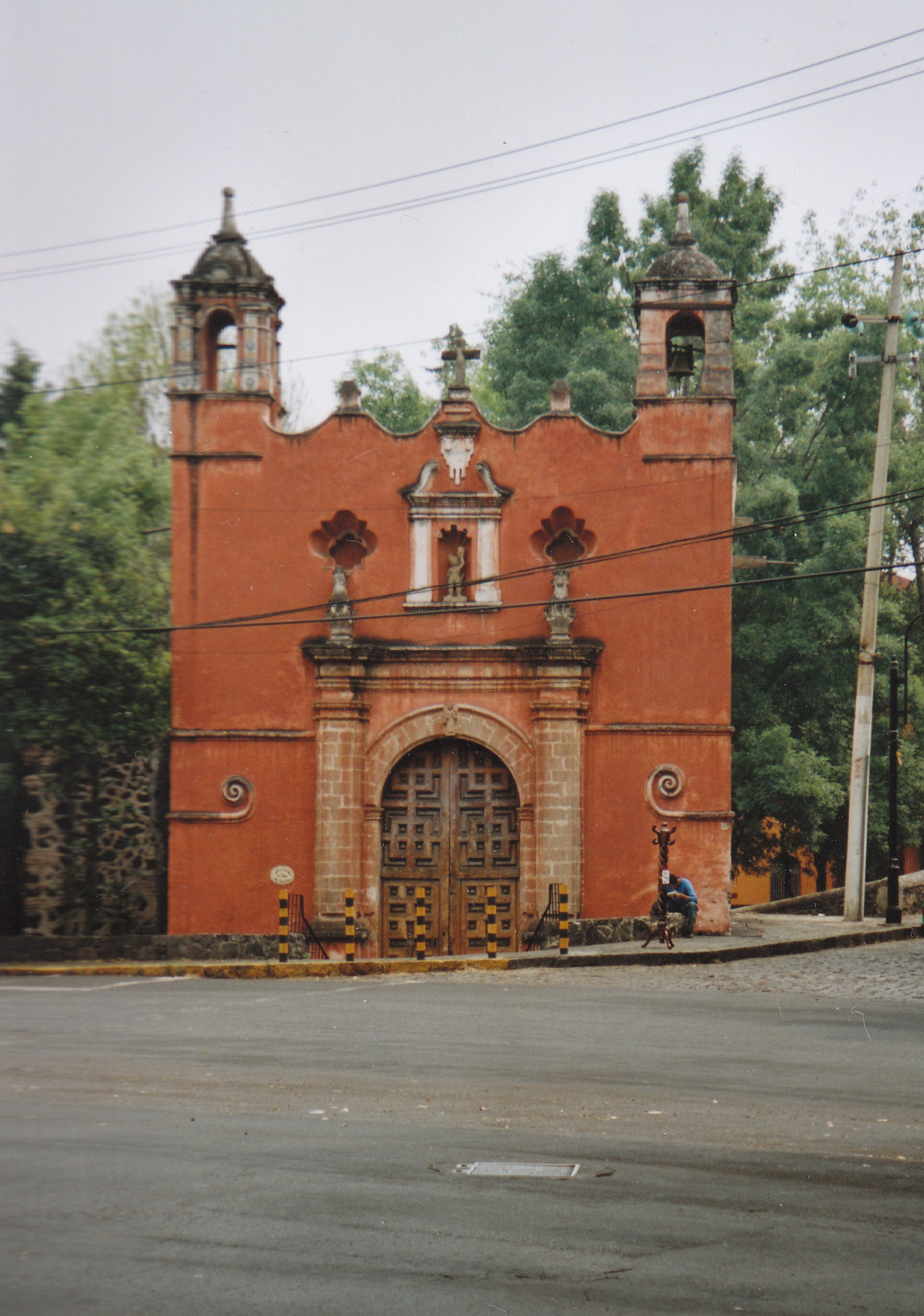
Kirche San Antonio de Panzacola
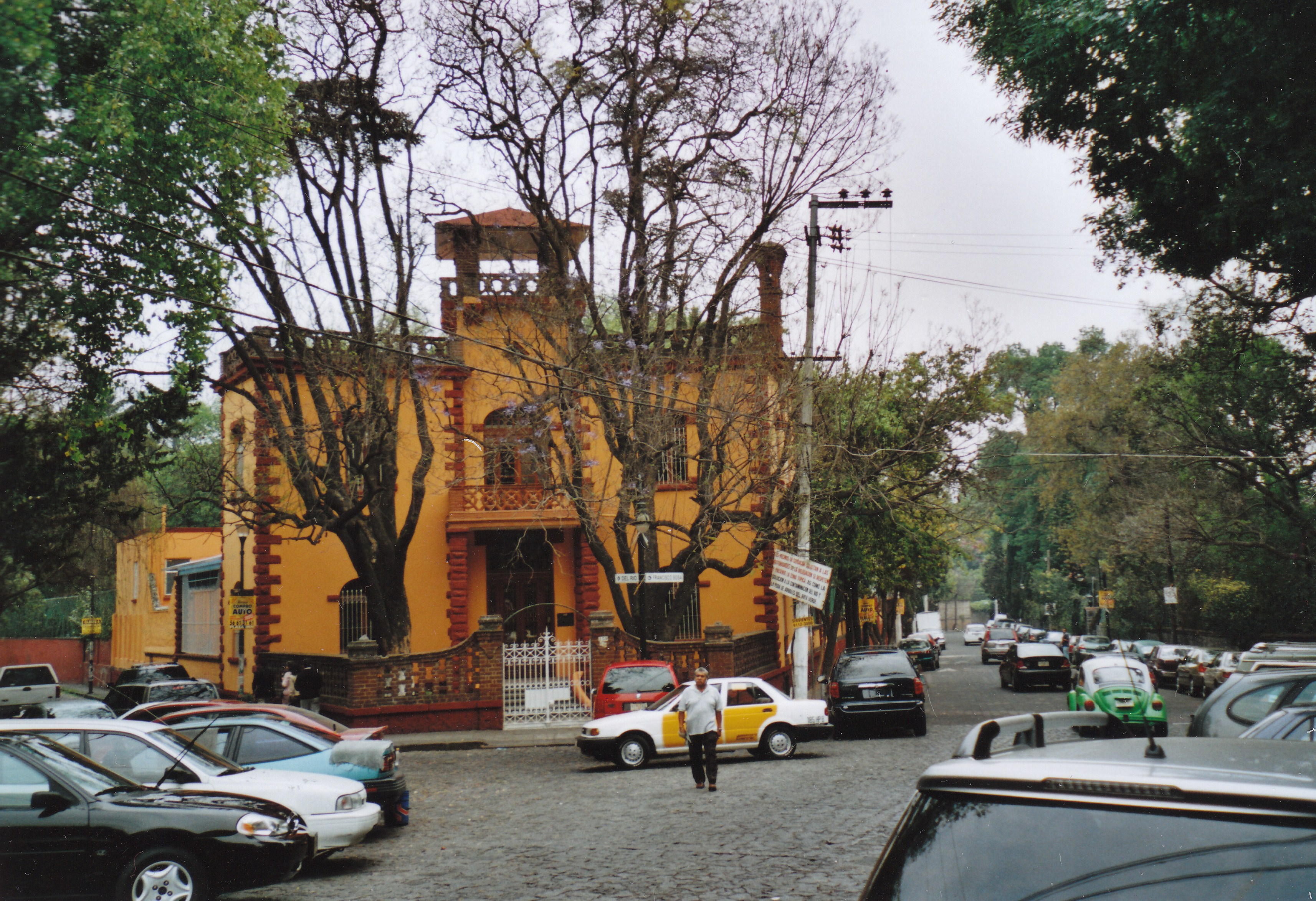
Kirche Santa Catarina
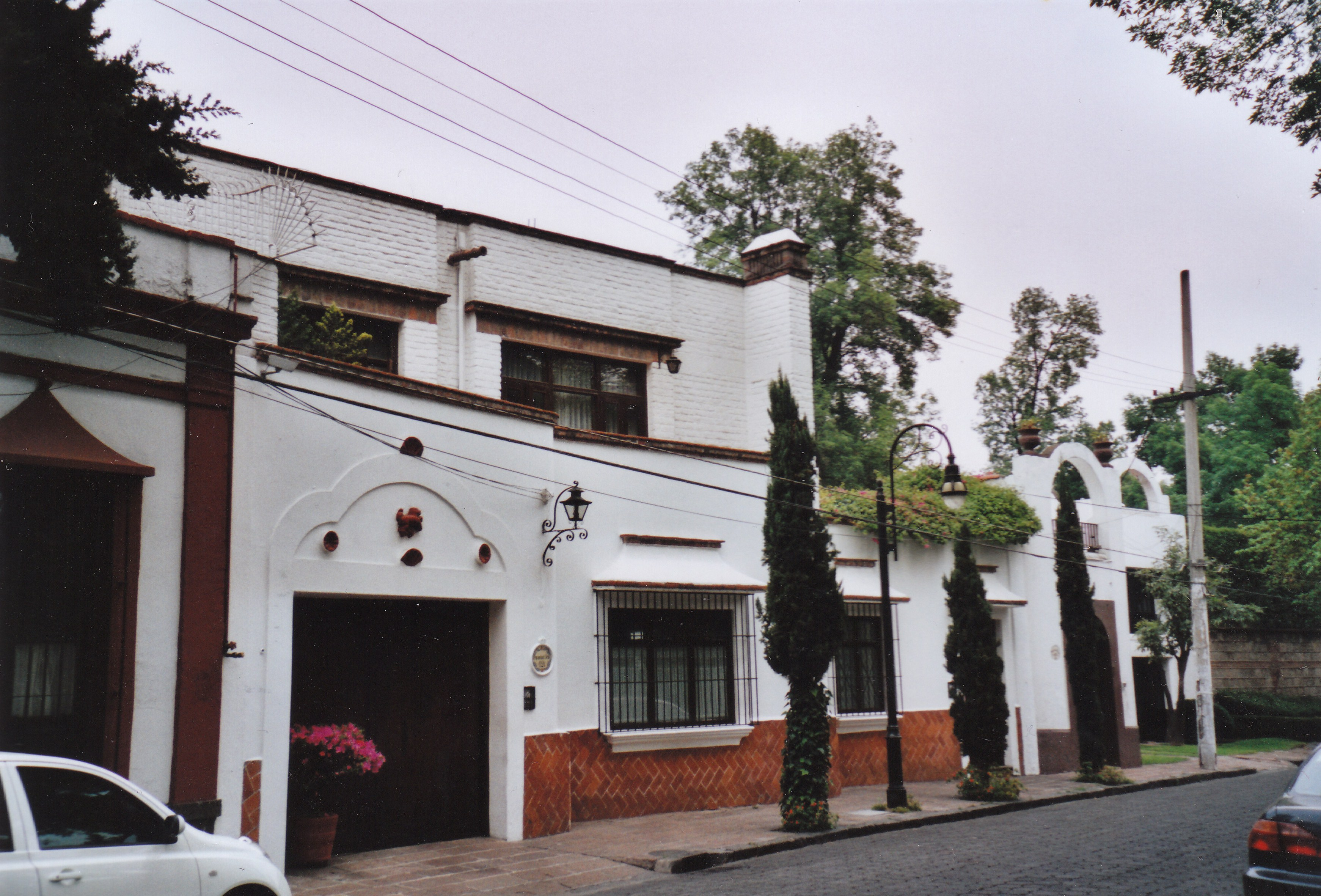
Haus an der Francisco Sosa
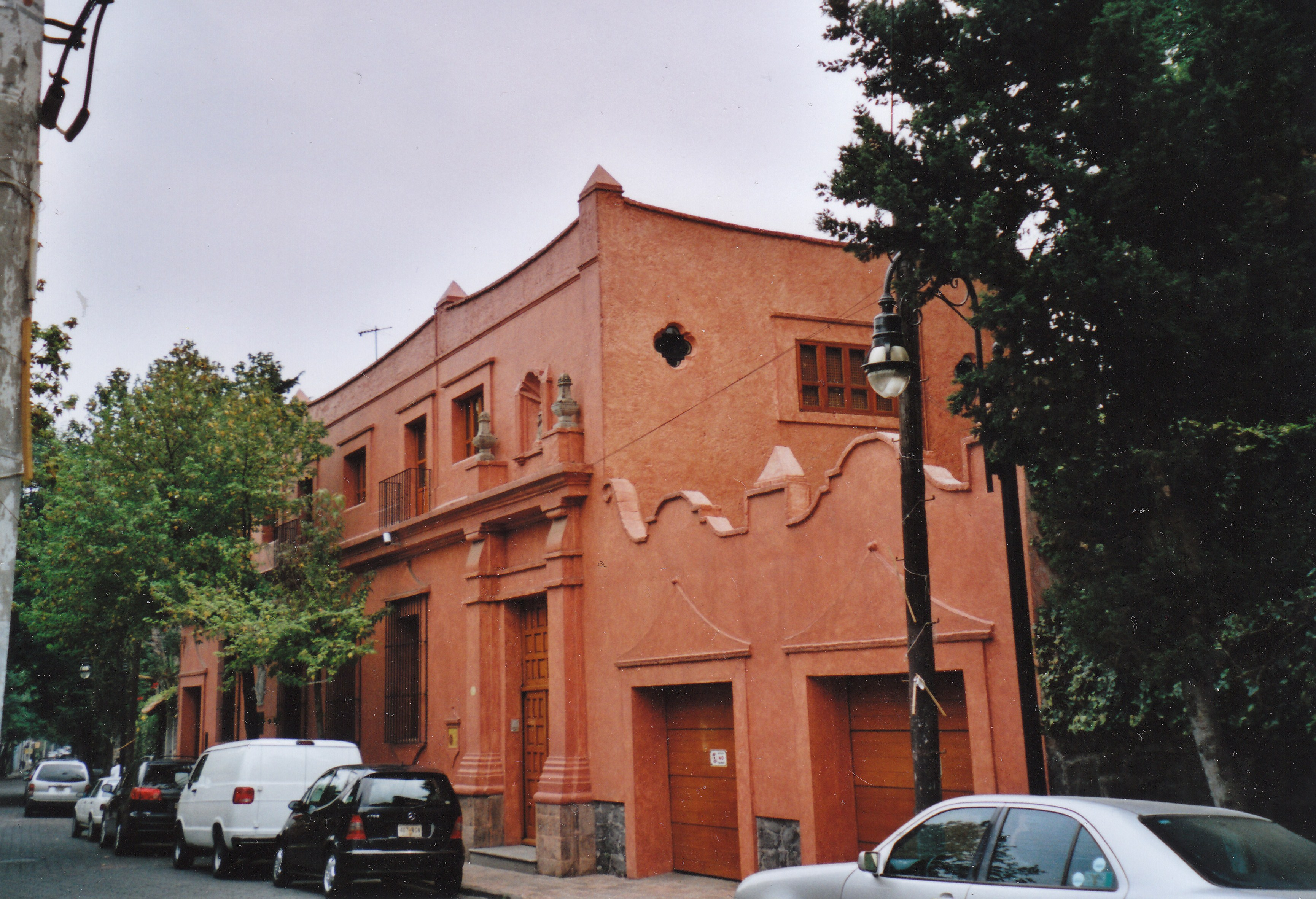
Haus an der Francisco Sosa
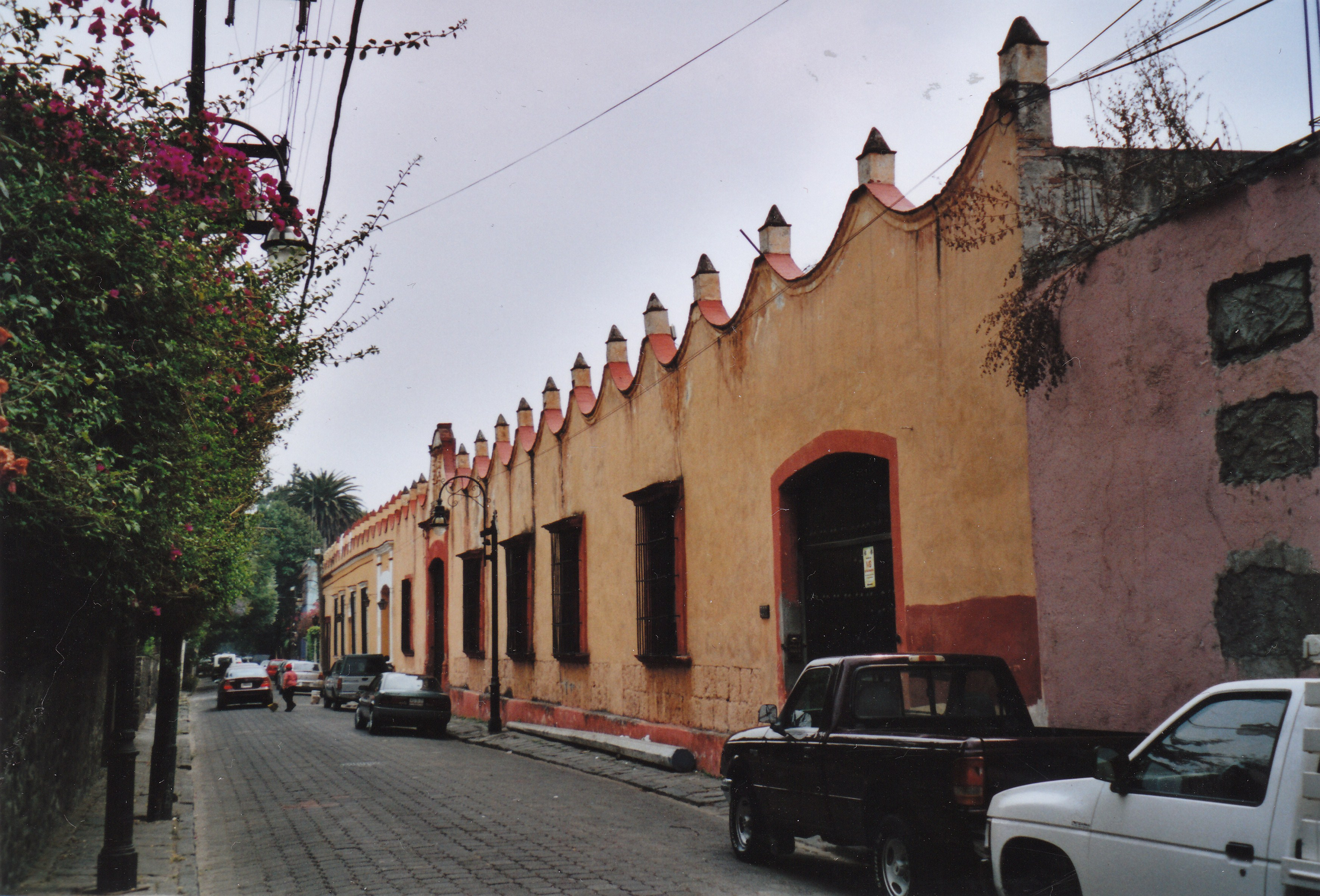
Haus an der Francisco Sosa
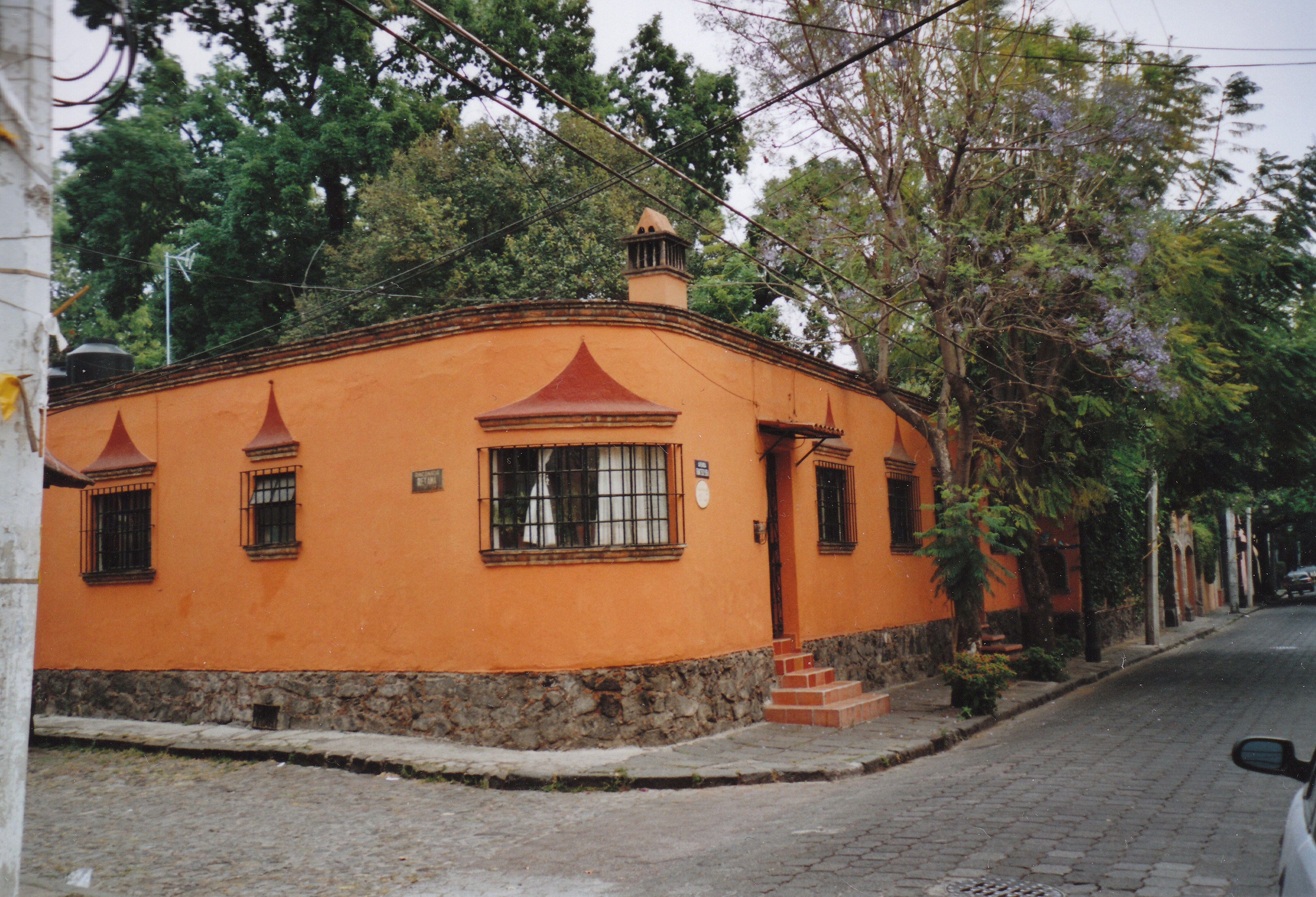
Haus an der Francisco Sosa
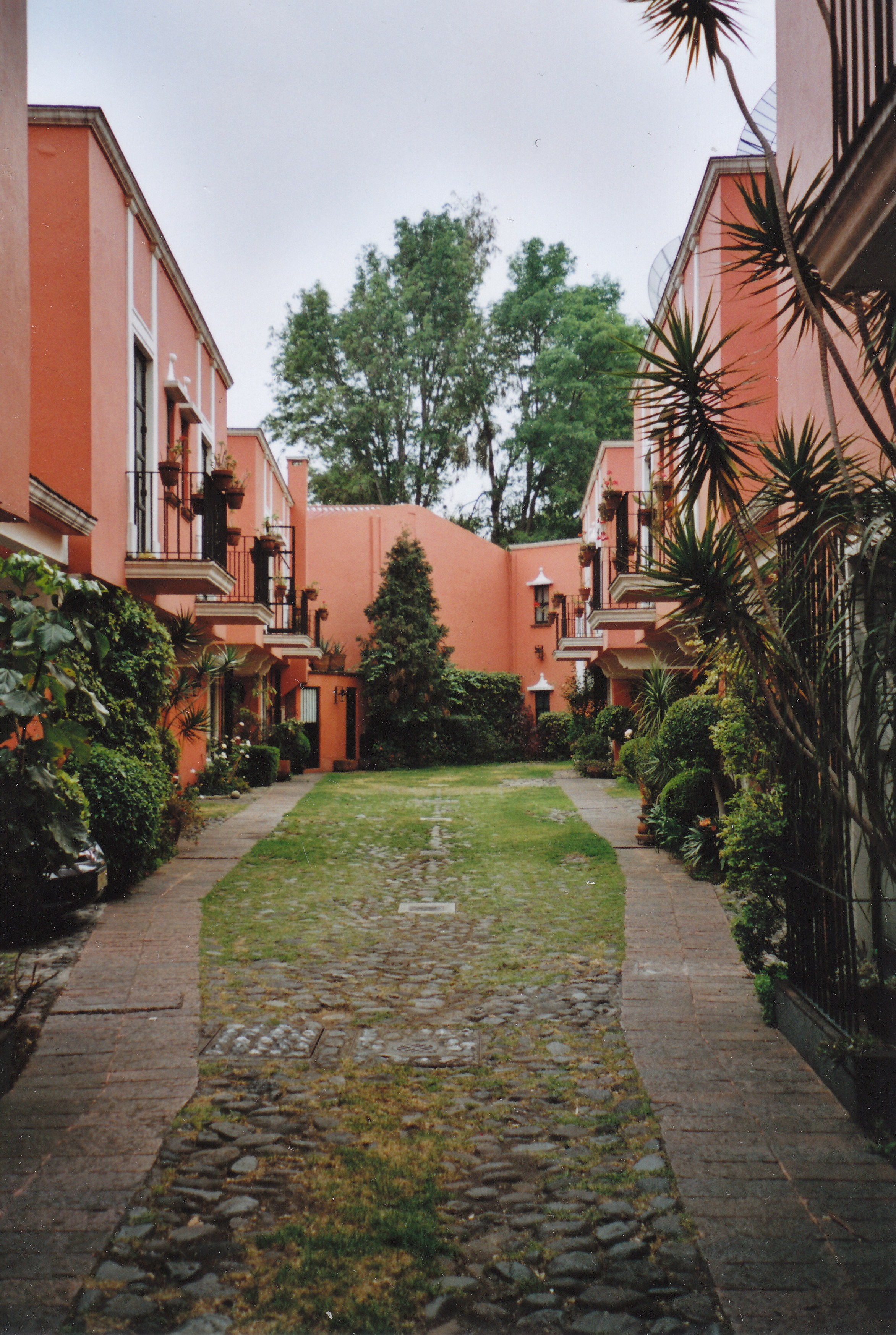
Privatweg an der Francisco Sosa
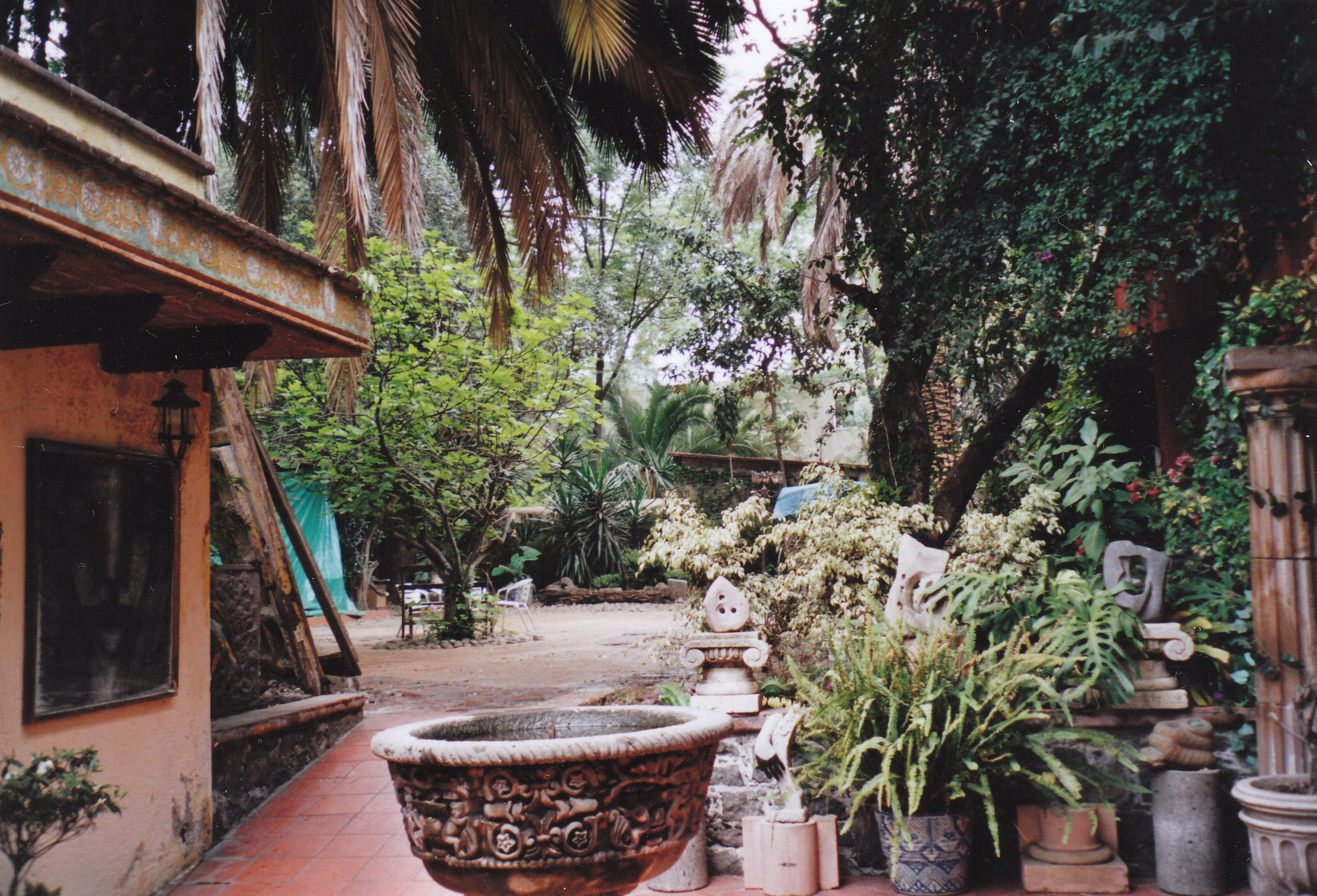
Privatgarten an der Francisco Sosa

Koordinaten: 19° 20′ 58″ N, 99° 10′ 21″ W